# Битка при река Фей
Битката се при река Фей състои през ноември 383 година между Фу Дзиен и империя Дзин. В тази битка е нанесено единственото поражение на император Фу Дзиен и той се оттегля.
Последиците са че империята на Фу Дзиен се разпада няколко години по-късно.